# Grodekowo (Kasachstan)
Grodekowo (kasachisch und russisch Гродеково) ist ein Ort im Südwesten des Gebietes Schambyl in Kasachstan.

## Geografie
Grodekowo liegt im Süden Kasachstans im Gebiet Schambyl und gehört zum Audan Schambyl. Der Ort befindet sich etwa zehn Kilometer südlich des Stadtzentrum von Taras, der Hauptstadt des Gebietes Schambyl. Die Grenze zu Kirgisistan ist nur zwei Kilometer vom Ortsrand in südlicher Richtung entfernt. Grodekowo liegt am linken Ufer des Flusses Talas, der im Gebirge entspringt und dessen Wasser in der Umgebung intensiv zur Bewässerung in der Landwirtschaft genutzt wird. Östlich und westlich des Ortes erheben sich bereits die Ausläufer des Kirgisischen Gebirges.
Das Klima in Grodekowo ist ein sommerheißes trockenes Kontinentalklima. Die Jahresdurchschnittstemperatur liegt bei etwa 11 °C, im Durchschnitt fallen im Jahr etwas mehr als 400 Millimeter Niederschlag. Die Sommer sind warm und angenehm mit wenig Niederschlag. Der Juli ist der wärmste Monat des Jahres, die durchschnittlichen Temperaturen liegen dann bei 26 °C. Der Januar ist mit einer durchschnittlichen Temperatur von −3 °C der kälteste Monat. Ein Großteil der Niederschlagsmenge fällt im Winter und Frühling.

## Geschichte
Der Ort wurde 1892 als Siedlung im Siedlungsgebiet Talas gegründet. Zunächst war Grodekowo Bestandteil der Wolost Michailowka, im Jahr 1912 hatte das Dorf 540 Einwohner. Laut Daten der Volkszählung von 1920 bildete der Ort einen eigenen Wolost, zu dem auch vier weitere Dörfer gehörten.

## Bevölkerung
Bei der Volkszählung 1999 wurde für Grodekowo eine Einwohnerzahl von 4356 Menschen angegeben. Bei der Volkszählung im Jahr 2009 hatte der Ort 4085 Einwohner. Bei der letzten Volkszählung 2021 lebten 6461 Menschen in Grodekowo.
| Einwohnerentwicklung               | Einwohnerentwicklung | Einwohnerentwicklung | Einwohnerentwicklung | Einwohnerentwicklung |
| 1989                               | 1999                 | 2009                 | 2021                 |                      |
| ---------------------------------- | -------------------- | -------------------- | -------------------- | -------------------- |
| 4048                               | 4356                 | 4085                 | 6461                 |                      |
| Anmerkung: Volkszählungsergebnisse |                      |                      |                      |                      |